# جایزه بزرگ آفریقای جنوبی ۱۹۷۱
جایزه بزرگ آفریقای جنوبی ۱۹۷۱ (انگلیسی: ‎1971 South African Grand Prix‎) یک مسابقهٔ موتوری در رشتهٔ اتومبیل‌رانی فرمول یک بود که در تاریخ ۶ مارس ۱۹۷۱ در کیالامی واقع در میدراند، خاوتنگ، آفریقای جنوبی برگزار شد. این گراند پری در میان ۱۱ گراند پری در فصل ۱۹۷۱، مسابقهٔ شمارهٔ ۱ بود.
در این مسابقه که در ۷۹ دور و به مسافت ۳۲۴٫۲۱۶ کیلومتر (۲۰۱٫۴۵۸ مایل) برگزار شد، پول پوزیشن توسط جکی استوارت کسب شد و سریع‌ترین زمان برای طی یک دور پیست که برابر با ۱:۲۰٫۳ بود نیز توسط ماریو اندرتی به ثبت رسید.
ماریو اندرتی از تیم فراری، جکی استوارت از تیم تایرل-فورد و کلی رگاتزونی از تیم فراری به‌ترتیب مقام‌های اول تا سوم مسابقه را کسب کردند.

## رده‌بندی قهرمانی پس از مسابقه
| جایگاه | راننده       | امتیاز |
| ------ | ------------ | ------ |
| ۱      | ماریو اندرتی | ۹      |
| ۲      | جکی استوارت  | ۶      |
| ۳      | کلی رگاتزونی | ۴      |
| ۴      | رینه ویسل    | ۳      |
| ۵      | کریس ایمون   | ۲      |
| منبع:  |              |        |

| جایگاه | سازنده      | امتیاز |
| ------ | ----------- | ------ |
| ۱      | فراری       | ۹      |
| ۲      | تایرل-فورد  | ۶      |
| ۳      | لوتوس-فورد  | ۳      |
| ۴      | ماترا       | ۲      |
| ۵      | مک‌لارن-فورد | ۱      |
| منبع:  |             |        |

یادداشت
- تنها پنج جایگاه نخست از هر رده‌بندی نمایش داده شده‌است.